# Mivinjeni
Mivinjeni ist ein Verwaltungsbezirk (englisch Ward) des Distrikts Iringa (MC) in der tansanischen Region Iringa.

## Geografie
Mivinjeni liegt im südlichen Hochland von Tansania, es ist ein zentraler Stadtteil der Regionshauptstadt Iringa. Die Grenze im Süden bildet die Main Road A104, die als Nationalstraße T5 nach Dodoma führt. Der Bezirk grenzt im Nordosten an Makorongoni, im Südosten an Kitanzini, im Süden an Mshindo und im Westen an Kwakilosa. Bei der Volkszählung 2022 lebten 4454 Menschen in 1570 Haushalten auf einer Fläche von 0,4 Quadratkilometern.

## Gliederung
Der Bezirk besteht aus sieben Stadtteilen (swahili Mtaa):
- Migombani
- Idunda
- Frelimo A
- Darajani
- Kondoa
- Kanisani
- Mjimwema